# 쥬로링 동물탐정
《쥬로링 동물탐정》(일본어: あにゃまる探偵 キルミンずう 아냐마루 단테 기루민즈[*], 아냐마루 탐정 키루밍쥬)는 대한민국의 JM애니메이션과 일본의 새틀라이트, 할 필름 메이커가 공동 제작한 애니메이션이다.

## 작품 개요
가공의 마을 가미하마 시를 무대로 동물로 변신할 수 있는 아이템을 손에 넣은 주인공들이 다양한 사건에 도전하는 모습을 코미디풍으로 그린 작품이다. 원안은 《마크로스》 시리즈 등으로 알려진 가와모리 쇼지이며, 시리즈의 연출은 마스이 소우이치 감독이 담당하였다.(가와모리는 '구로카와 게이지'라는 이름으로 일부 각본을 담당하였다.)
마법 소녀 작품을 한 번 만들어 보고 싶다고 생각하던 가와모리는 《지구 소녀 아르쥬나》 제작 당시 흥미를 가진 소재 중 하나인 동물을 조합하는 것으로, 인간과는 완전히 다른 감각을 가진 동물의 시점에서 인간 사회를 보는 마법 소녀 작품으로서는 이전까지 없는 컨셉의 작품으로 기획한다. 또, 환경 문제도 소재로 포함되어 있다. 가와모리는 마법 소녀 작품이라고 설명하고 있지만, 본작에서 변신의 원리는 판타지적인 마법이 아닌 인공적으로 개발된 장치에 의해 유전자내의 특수한 인자를 발현시켜 변신하는 SF적인 해석에 의한 것이다. 주인공 측의 인간이 동물과 그 전단층으로서 중간 형태인 3등신의 인형과 같은 모습으로 변신하는 것이 특징으로, 가와모리는 이 중간 형태의 인형 모드를 자신이 다룬 가변 전투기의 중간 형태인 가워크에 비유하고 있다.
오프닝 테마와 엔딩 테마는 태국어로 불렀다. 또, 양쪽 모두 2006년에 태국에서 발매된 앨범 《Neko Jump》(일본 미발매)에 수록된 곡으로, 이 작품에 쓰일 목적으로 만들어진 곡이 아니다. 덧붙여, 주제가를 부른 《Neko Jump》는 태국에서 데뷔한 쌍둥이 아이돌 듀오 로, 본작의 주제가로서 그녀들의 데뷔 미니 앨범의 2곡이 사용되었다.
《리본》 2010년 2월호부터 위 애니메이션을 원작으로하는 만화 《키루밍쥬》(한자와 가오리 작)가 연재되고 있다.

## 방영 일시
《오리지널 본격 변신 애니메이션》 이란 이름으로 2009년 10월 5일부터 TV 도쿄 계열 6개 방송국에서 매주 월요일 저녁에 방송하였다. 또, TV 도쿄, TV 아이치, TV 오사카에서는 심야 시간대에 《아냐마루 탐정 키루밍쥬 +》가 24화까지 재방송되었다.
대한민국에서는 KBS 2TV를 통해 2010년 5월 3일부터 2011년 5월 9일까지 《쥬로링 동물탐정》이라는 제목으로 매주 월요일 오후 4시 30분에 방송되었다. 한국 방영시 2화부터는 KBS의 전체적인 애니메이션 편성 변경으로 오후 3시 5분에 방영되기도 하였으나 한국애니메이션 제작자협회의 강력한 항의를 받고 2010년 7월 5일에 방영된 10화부터는 다시 원래의 오후 4시 30분으로 되돌아갔다.

## 줄거리
풍부한 자연의 가미하마 시/아름드리시. 이 마을에 동유럽의 블러드니아에서 하토리 캐논이라고 하는 미소녀가 전학온다. 그녀의 어머니 미사는 몇 명의 젊은이와 함께 가미하마시게 해와 가미하마 시를 세계유산에 등록하려는 목적과 그 외 숨겨진 목적을 가지고 일본을 방문한다. 한편 가미하마 시의 카틀레아 학원 초등부/가온누리 초등학교 5학년의 쌍둥이 자매 리코와 리무는 어느 날 다락방에서 수수께끼의 연구실과 콤팩트형의 아이템 키루밍쥬/쥬로링을 발견하게 되며, 언니 나기사, 같은 반 친구인 켄과 타마오가 이에 말려들게 된다. 이렇게 키루밍과 관련해서 벌어지는 사건들이 등장 인물들의 일상과 연관되어 그려지고 있다. 가미하마 시에서는 블러드니아에서 온 사람들의 일본 방문 이후 야생동물을 목격했다는 소식이 빈발하게 되어 이윽고 가미하마 경찰서에서 동물보호과를 신설하게 된다. 게다가 카틀레아 학원에 나타난 수수께끼의 괴인, 그리고 키루밍에 숨겨진 무수한 수수께끼는 평범했던 미코가미 자매의 일상을 점차 변화시킨다. 미코가미 자매는 키루밍을 사용해 동물에 얽힌 사건을 해결해 나가면서 키루밍의 힘을 사람을 구하는 일에 유용하게 쓰려는 생각을 하게 되며 이로 인해 동물 탐정단 가미하마 키루밍쥬/쥬로링 동물탐정단을 결성한다.

## 등장 인물
- 명칭, 성우 순서는 일본(TV 도쿄)/한국(KBS)순.

### 가미하마 키루밍쥬/쥬로링 동물탐정단
- 미코가미 리코

- 미코가미 리무

- 미코가미 나기사

- 이노마타 겐(猪俣 ケン,いのまた ケン)/건/건호
  - 성우:다무라 무쓰미/양정화

가온누리 초등학교 5학년으로 리코,리무와는 같은 반 친구. 활발하고 쿨한 성격으로 겁쟁이인 면이 있어, 어두운 곳을 싫어한다.
또,리코에게 약점을 많이 잡혀있다고 한다. 그리고 리코에게 자신의 짝사랑을 들킬까봐 나기사를 좋아하는 척 한다.
기합을 넣을 때 말버릇으로 〈근성(일발)〉이라고 하며, 무엇인가를 찾을 때는 자칭 명탐정 켄록크 홈스/명탐정 건록홈즈,
한국판에서 밍밍이 지어준 별명은 '쥐돌이')이라고 한다. 운동 신경은 좋으며 학업 성적은 좋지 않다.
소리가 크기 때문에 노래하면 주위의 빈축을 사지만, 독특한 초음파를 발하고 있어 하토리 캐논(카논/카린)의 마음에 들게 된다.
집은 고로케가 자랑인 정육점에서 가게의 심부름도 한다. 텔레비전 드라마 〈럭키 탐정〉의 팬이기도 하다.
변신한 리코의 모습을 보고 잠입해 키루밍을 손에 넣어 쥐의 모습으로 변신한다.
인형 모드의 사이즈는 리코,리무의 그것보다 작아 좁은 곳으로 들어가는 것이 주특기.
가끔 육식 동물에게 표적이 되어 생명의 위기에 직면하기도 한다. 변신 후엔 소리가 높아져,큰 소리로 외치는 소리가 쥐의 울음 소리가 된다.
또, 키루밍 입수 이후 쥐류에 대해서 동족으로서의 강한 동족의식을 느끼기 시작한다.
- 기지마 다마오(木島 タマオ,きじま タマオ)/미누/민우
  - 성우:이케베 구미코/김정아

카틀레아 학원 초등부/가온누리 초등학교 5학년. 리코, 리무와는 같은 반으로 겐의 친구.
예의 바르고 소극적인 성격이며, 박식하고 기계에 밝은 성격이며 같은 반의 리무를 좋아하고 있다.
부친은 현 가미하마 시장인 기지마 히로오.
안경을 쓰고 칭찬을 받거나 충격을 받거나 하면 안경알에 금이 가고 안경을 벗으면 잘생긴 소년이 된다.
긴과 함께 키루밍을 손에 넣지만 변신에는 실패하지만 해박한 지식을 이용해 키루밍의 비밀과 자신의 변신 실패의 원인을 밝히려 한다.
이후에도 변신할 수 없는 상태가 계속되지만, 제 25화 이후 알로부터 병아리, 공작, 인형 모드의 변신을 할 수 있게 된다.

### 미코가미 가(御子神家)/밍밍/링링네
- 미코가미 하루카(御子神 ハルカ,みこがみ ハルカ)/아이린
  - 성우:네야 미치코/양정화

3자매의 어머니로, 외국으로 자주 출장도 하는 동물심리상담가. 동물과의 의사소통을 어느정도 할 수 있는 것 같다.
3자매가 하루카에게 키루밍/쥬로링을 처음으로 털어놓지만 키루밍에 대해서는 벌써 알고 있어서, 그 후 키루밍과 관련한 것의 상담을 해준다.
아이들을 걱정하면서 지켜본다.
- 미코가미 다모쓰(御子神 タモツ,みこがみ タモツ)/이시준
  - 성우:다나카 히데유키/최원형

3자매의 아버지로, 카틀레아 학원/가온누리 중학교의 생물 교사. 플랑크톤,특히 물벼룩을 소중히 기르고 있다.
자신의 딸들에게는 학교에선서는〈미코가미/이시준 선생님〉이라고 부르게 하고 있다.
시원시원한 성격으로, 스트레스와는 거리가 멀다고 생각된다. 아내나 딸에게는 키루밍은 비밀로 된다.
- 미코가미 유초(御子神 ユウキ,みこがみ ユウキ)/용해요/용해오
  - 성우:시마다 빈/최원형

3자매의 외할아버지이자 생물학자. 박사 학위를 소유하고 있으며, 키루밍을 만든 인물. 세계적으로 유명한 유전학의 권위자다.
연구 중에〈거북이〉의 인형복장으로 변신한 채 제한시간을 넘긴 탓에 인간의 모습으로 돌아올 수 없게 되었다.
더붙여 키루밍/쥬로링의 정식명칭 역진화 추진장치는 아내 마리안느 쇤베르크가 주창한 〈생물 역진화론〉에 근거한 원리를 이용하고 있다.

### 블러드니아
- 하토리 캐논(羽鳥 カノン,はとり カノン)/카논/카린
  - 성우:탄게 사쿠라/박신희

가온누리 초등학교 5학년으로 리코, 리무와 같은 반 친구. 동유럽 블러드니아로부터의 신비한 미소녀.
박쥐의 순혈종 애니멀리안으로, 보통 인간을 업신여기고 있지만 학교에서는 주위에 애교를 부린다.
일본 방문의 진짜 목적은 〈결혼 상대 찾기〉로,〈순혈종 아니마리안의 수컷〉을 찾고 있다.
겐의 운동신경과 초음파에 매료되어 박쥐의 애니멀리안에 눈을 뜨게하려고 집착하는 한편, 리코,리무는 〈어설픈 애니멀리안〉이라고 인식하고 적대심을 갖고 있다.
박쥐의 애니멀리안이기 때문에 햇빛에 약해 항상 양산을 들고 다닌다.
- 류도 펄스(龍童 パルス,りゅうどう パルス)/루스/철수
  - 성우:노지마 켄지/김승준

캐논과 함께 유학생으로서 일본을 방문한 청년으로, 늑대의 순혈종 아니마리안.
카틀레아 학원의 에르다(고교생 이상에 해당하는 학년의 학생)클래스.
꽃미남으로, 쿨한 성격. 3자매의 사진을 가지고 있어 도서관에서 나기사와 최초로 만나, 후에 단풍 페스티벌에서 나기사와 재회한다.
- 하토리 미사(羽鳥 ミサ,はとり ミサ)/미사/리사
  - 성우:와타나베 미사/전숙경

캐논/카린이의 어머니로, 일본인 남편이 있는 블러드니아인. 과거에 자국 블러드니아의 삼각주 블러드델타를 세계유산에 등록한다.
그 다음은 남편의 조국인 일본의 가미하마시게 해와 가미하마 시를 세계유산에 등록하기 위한 활동을 한다.
정체는 표범의 애니멀리안. 이 세계의 주도권을 인간의 손에서 애니멀리안의 손으로 되돌리자고 하는 〈애니멀리안 혁명〉의 리더다.
지금은 시장 고문을 맡고 있지만, 조만간 자기 자신이 시장 자리에 올라 미소년군단을 지휘하여 청년들의 마음을 뺏은 다음 애니멀리안의 수를 늘릴 계획이다.

### 가미하마 경찰서
- 나나세 미유키(七瀬 ミユキ,ななせ ミユキ)/나나
  - 성우:히사카와 아야/소연

가미하마 경찰서의 서장.
가미하마 시에서 야생동물을 목격하는 사례가 빈발하자 동물보호과를 신설한 다음 한가하다는 이유로 오제키,고무스비 두 형사에게 동물보호과로의 전속 명령을 내린다. 첫 대면시에 오제키와 고무스비의 이름을 반대로 착각한다.
하루카와는 학생 시절부터 친구.
- 오제키 마사타카(大関 マサタカ,おおぜき マサタカ)/키다리 반장
  - 성우:다쓰타 나오키/김승준

동물보호과에 배속된 가미하마 경찰서의 부장 형사.
나이는 48세. 몸집이 작고 원숭이를 닮아 있는데다가 흥분하면 언동이 원숭이처럼 된다. 감은 날카롭지만, 빗나간 화살이 되기도 한다.
- 고무스비 다쓰로(小結 タツロウ,こむすび タツロウ)/땅딸보
  - 성우:노무라 겐지/신용우

오제키의 부하로, 함께 동물보호과에 배속된 형사.
나이는 26세. 몸집이 크고 오랑우탄을 닮아 있다. 둔한 곳이 있지만, 오제키에 대해서 공격도 실시한다.
- 콜롬보(コロンボ)
  - 성우:이케다 지구사

동물보호과의 경찰 돼지. 후각은 좋지만, 식욕이 먼저라서 도움이 되지 않는다.

### 그 외
- 기지마 히로오(木島 ヒロオ,きじま ヒロオ)/한준호
  - 성우:누마타 유스케/남도형

현재의 가미하마 시의 시장으로 다마오/미누의 아버지.
성격적으로는 약간 약하지만 주위의 덕망은 두텁다.
미사의 가미하마 세계유산 등록 계획에 찬성하여 가미하마 시내를 미사 일행과 동반으로 이동하기도 한다.
부모와 자식 모두 안경을 쓰고 있기 때문에 다마오와 마찬가지로 눈을 볼 수 없다.
- 이와시타 루미코(岩下 ルミコ,いわした ルミコ)/루미
  - 성우:히로하시 료/김정아

리코, 리무의 담임 선생님.
미인으로 언제나 말투도 점잖지만, 때때로 남자 선생님 같은 말투로 말한다.
특기는 분필 던지기. 드라마 〈럭키 탐정〉의 팬이다.
- 이노마타 데이조(猪俣 テイゾウ,いのまた テイゾウ)/건우
  - 성우:이나다 데쓰/박영재

겐의 아버지. 몸집이 크고 기풍이 좋지만, 화내면 무섭다.
첫 출현은 제 4화로, 캐논에게 고로케를 무료로 준다. 아들과 마찬가지로 〈럭키 탐정〉의 팬으로, 루미코와 의기 투합한다.
이름은 제 9화 엔드 롤에서 처음으로 밝혀진다.
- 미야베 가스미(宮部 カスミ,みやべ カスミ)/해나
  - 성우:미야모토 카나코/전숙경

카틀레아 학원 증등부/가온누리 중학교 2학년으로, 나기사와 같은 궁도부(양궁부)에 속하는 친구.
나기사와는 자주 같이 다니고 있다.
나기사가 펄스에게 마음이 있다는 것을 깨닫고 둘 사이를 이어주려고 한다.
- 다다노 후코(只野 フーコ,ただの フーコ)/채지수
  - 성우:칸다 아케미

《다다노 아냐마루 클리닉》의 수의사. 하루카의 후배로, 하루카의 딸 3자매와 모두 면식이 있다.

## 설정·용어

### 키루밍/쥬로링
키루밍/쥬로링이란,마리안느 쇤베르크(Marianne Shönberg) 저 《Biological Evolution with New Possibilities》(한문으로 生物逆進化論序說)(생물학적 진화와 새로운 가능성),중의 〈애니멀리안 인자 활성화에 따르는 생물 역진화〉라고 하는 새로운 학설의 검증을 목적으로 미코가미 유키 박사가 개발한 생물 역진화 추진장치의 명칭. 인간의 유전자내에 있는 애니멀리안 인자를 활성화시켜 인간을 세포 단계부터 동물로 변신시키는 것. 홍채 등록과 음성 인식으로 사용자를 인식하기 때문에, 등록된 사람 외엔 해당 키루밍을 사용할 수 없는 듯한 보안체계가 있다(등록자는 아래의 표를 참조). 크기는 손바닥에 들어갈 정도로, 각각 변신하는 동물의 디자인이 있는 소형 또는 휴대용 게임기의 디자인이다. 키루밍 전개시에 나타나는 화면내에는 그르민이라고 하는 이름을 가진 동물과 같은 것이 표시되며 키루밍의 취급에 대해 설명한다.
등록된 사람이 개시 코드 "키루밍!"("쥬로링!")을 외치면 화면으로부터 그르민과는 다른 생물 같은 것이 나온다. 이 생물의 몸 속에는 우주와 비슷한 공간이 펼쳐져 있는데, 이것이 사용자를 뒤집어씌우듯이 삼키게 되면 변신이 시작되는데, 변신 직후 알몸이 된다. 우선 키가 작은 3등신의 인형과 같은 모습인 인형옷 모드(키그르미모드)로 변신한다. 인형이라고 하기는 하지만, 인형에 해당하는 부분은 실제로는 몸의 일부이기 때문에 벗는 것은 불가능하다. 인형의 머리 부분에는 얼굴이 붙어 있어 사용자의 감정에 의해서 표정이 변화한다. 또,그르민에 의한 설명도 머리 부분이 말함으로써 이루어진다. 인형옷 모드에서는 인간일 때보다 더 빠른 움직임이 가능하게 되고, 해당하는 동물의 능력을 사용할 수 있게 된다.
또한 일정한 조건(동물이 되고 싶다고 강하게 바라거나, 동물의 흉내를 내는 등)을 충족하면 인형옷 모드에서 완전한 동물의 모습인 〈애니멀 모드〉로 변신한다. 이 형태가 되면 동물의 능력을 완전하게 사용할 수 있게 되지만, 인간의 말은 할 수 없게 된다. 또, 동물과 어느 정도의 의사소통도 가능하게 되지만 동물의 말을 이해할 수 있는 것은 아니다.
변신을 해제하려면 인형옷 모드에서 "누그민!"(한국판에서는 "도로링!")이라고 외치면 된다. 변신을 해제한 직후에는 알몸 상태가 되며, 변신 전에 입고 있던 옷은 해제 후에 위로부터 내려온다. 덧붙여 겐은 애니멀 모드에서 재채기를 해도 완전 해제되는 장면이 있다(제 5화).
키루밍의 화면상에는 사용자의 체험을 우애, 정신, 운동, 경험의 분야에서 수치화한 치유, 마음, 체력, 기술이라고 불리는 4개의 아이콘이 표시되고 있다. 모든 수치가 일정 수준 이상에 이르면 키루밍 심도가 깊어지는데, 이로써 진화의 계통수를 분지점까지 거슬러올라가 전혀 다른 종류의 동물로 변신할 수 있는 키르바라 효과(한국측 명칭은 '쥬르바라 효과')가 발휘된다. 키루밍 심도가 일정 단계에 이르면 그르민이 사용자에게 이를 알려준다.
미코가미 유키 박사가 남긴 키루밍에 관한 문서 중에는 '키루밍 3원칙'이라고 이름 붙여진 것이 있는데, 그것은 다음과 같다.
1. 어떤 경우에도 키루밍을 이용해서 동물과 사람에게 해를 끼쳐서는 안 된다.
2. 사람들 앞에서 함부로 변신해서는 안 된다.
3. 완전히 동물로 변신한 경우, 무슨 일이 있어도 99분(1시간 39분) 안에 다시 원래대로 돌아와야 한다.

| 사용자                     | 등록 키루밍   | 인형옷 모드 | 애니멀 모드                   | 등록   | 변신 성공 여부                                                                          | 애니멀 모드에서의 자력 해제 |
| -------------------------- | ------------- | ----------- | ----------------------------- | ------ | --------------------------------------------------------------------------------------- | --------------------------- |
| 미코가미 리코(밍밍/링링)   | 고양이 키루밍 | 고양이      | 고양이 서벌(제2단계)          | 제1화  | 등록 직후에 성공                                                                        | 가능                        |
| 미코가미 리무(루루/루비)   | 토끼 키루밍   | 토끼        | 토끼 앙고라 토끼(제2단계)     | 제1화  | 등록 직후에 성공                                                                        | 가능                        |
| 미코가미 나기사(키키/키나) | 강아지 키루밍 | 개          | 개 셰퍼트(제2단계)            | 제 2화 | 등록 직후에 성공                                                                        | 가능                        |
| 이노마타 겐(건/건호)       | 쥐 키루밍     | 쥐          | 쥐                            | 제 4화 | 등록 직후에 성공                                                                        | 불가능(재채기가 필요)       |
| 기지마 다마오(미누/민우)   | 새 키루밍     | 새          | 달걀 → 병아리 공작(레벨 불명) | 제 4화 | 실패 제25화에서 알로 변신 제26화에서 병아리화,공작으로 변신 제27화에서 인형 모드로 변신 | 불명                        |

### 애니멀리안
스스로의 의지로 동물의 모습으로 변신할 수 있는 특수한 인간. 《생물 역진화론 서설》 등에 의하면, 역진화에 관련되는 유전자내의 인자를 애니멀리안 인자라고 부르지만, 애니멀리안이라는 이름은 이 저서에서 처음 쓰이지 않았다. 애니멀리안 인자를 가지고 있는 인간이 자신에게 사랑의 감정을 느끼게 한 다른 애니멀리안에게 물림으로서, 특수한 호르몬과 타액이 반응해 물린 사람의 애니멀리안 인자를 활성화시켜 애니멀리안에 눈을 뜨게 하는 것이 가능하다. 애니멀리안끼리의 사이에서 태어난 아이는 순혈 애니멀리안이라고 불린다. 인간 사회에서는 흡혈귀나 늑대인간 같은 남자의 전설로서 그 존재가 알려진다.

### 지명
- 가미하마 시(神浜市,かみはまし)/아름드리 시

본작의 무대로 대한민국 어디엔가 있다고 여겨지는 마을. 바다에 접하고, 풍부한 자연이 둘러싼 환경이 특징. 시가지는 구시가지와 신시가지로 나뉘어 있어 현수식의 모노레일이 교통 수단으로서 이용되고 있다. 아름드리 해라 불리는 광대한 삼림이 있어 카논의 어머니는 이 지역을 세계유산에 등록하기 위해 노력한다.
- 블러드니아

동유럽에 위치하는 국가. 모델은 루마니아에서, 국명은 루마니아의 블라드 체페슈에서 유래했다. 블러드니아어도 루마니아어에서 파생되었다. 루마니아의 요리 미티테이를 닮은 미티미티라고 하는 요리가 존재한다. 삼각주 블러드델타(모델은 루마니아에 있는 다뉴브 삼각주)는 미사의 노력에 의해 세계유산에 등록되어 있다. 국내에서는 혁명 본부에 의한 애니멀리안 혁명을 추진하고 있다.

### 조직 · 단체
- 가미하마 키루밍쥬(神浜キルミンズ)/쥬로링 동물탐정단

키루밍을 손에 넣은 리코와 그 일행 5명이 행방 불명이 된 《럭키 탐정》 주연 배우 후네후루쓰 비이치로를 방파제에서 구출한 것을 계기로, 키루밍을 사람을 돕는 일에 쓰려는 생각으로 결성한 탐정단. 미코가미 하루카가 내준 과제를 수행하여 탐정단 만드는 것을 허락받을 수 있었으며 코가미 유키가 남긴 다락방의 연구실을 본거지로 하여 활동한다.
다음은 탐정단의 규칙이다.
첫째, 탐정단 이름은 '쥬로링 동물탐정단'으로 할 것!
둘째, 탐정단 멤버는 동물을 구하고, 사건을 의뢰한 사람의 고민을 해결하기 위해 최선을 다할 것!
셋째, 탐정단 멤버는 평소에 동물에 대해서 열심히 공부하고 부지런히 연구할 것!
넷째, 쥬로링을 사용할 경우 변신하는 모습을 누구에게도 보이지 말 것!
다섯째, 제 1 변신 '인형옷 모드'를 들켰을 때는 '코스프레'라고 둘러댈 것!
여섯째, 제 2 변신 '애니멀 모드' 에선 반드시 99분 안에 원래대로 돌아올 것!
- 동물보호과

나나세 미유키의 지시로 발족하였으며 가미하마 시내의 야생동물에 의한 피해를 막는 것을 목적으로 한 가미하마 경찰서내의 특무과. 구성 인원이 2명밖에 없다. 그 인선은 한가한 사람으로 결정했다.

## 비고
제목인 《아냐마루 탐정 키루밍쥬》의 '아냐마루 탐정'(あにゃまる探偵)은 캐릭터 디자인의 아이자와 스미에, '키루밍(キルミン)'은 가와모리 쇼지, '즈(ずぅ)'는 마스이 소이치 감독의 생각으로 만들어진 것이다. 〈키루밍〉이라고 하는 단어는 인형(着ぐるみ)과테레민을 합친 것으로, 원래 테레민과 같은 물건으로 변신하는 것을 전제로 기획되었을 때에 가와모리가 낸 것이다.

## 제작진

### 제작팀
- 프로듀서 : 이별남
- 제작 진행 : 안희란, 김희정, 이응철, 박건동, 황현호, 조영인, 성은지, 양대필, 박영남, 스즈키 유스케

### 메인 프로덕션
2차원 애니메이션
- 작화 연출 : 김기두
- 레이아웃 : 이제형, 한민기, 정미희, 이지은, 염정은, 김진광
- 원화 작감 : 오현아
- 원화 : 유승주, 박재석, 김명심, 조혜정, 이진옥, 남미선, 김복진
- 동화 작감 : 이주리, 조현주, 김민기, 한희철
- 동화 : 김혜진, 최정남, 채화기, 김경수, 송현미, 최다혜, 장서현, 박준영, 백진주, 서민영, 정혜용, 홍수연, 이서정, 박현아, 이병호, 김요한, 이성진, 최익준, 김은희, 배경선, 김유정, 승명계, 강영숙, 양은정, 강승호, 정혜민, 김기웅, 김현수, 김교준, 허지욱, 공지숙, 김지현, 김희신, 김영훈
- 파이널 체크 : 고진영
- 색지정 : 김금주
- 채색 팀장 : 한정균, 서명주, 김전미, 노성금
- 채색 : 정수현, 박보은, 김선미, 김미진, 김소용, 문진경, 최라인, 정영선, 김귀희, 배옥주, 권순용, 홍지현, 김덕희, 안수미, 김유란, 강혜경, 박진주
- 스캔 : 노순필
- 배경 팀장 : 빔 스튜디오, 박상연
- 배경 : 강현민, 조세나, 박상은, 박연정, 한은주

디지털 촬영 · 편집
- 촬영 감독 : 이수연
- 촬영 · 합성 · 특수 효과 : 김수경, 이은경, 황지환, 임현희
- 편집 : 김영호

### 포스트 프로덕션
녹음
- 번역 · 각색 : 이선희

트레일러
- 기획 · 프로듀서 : 이승신
- 시나리오: 장혜린, 송기범, 송기진
- 녹음 · 믹싱 : CIC미디어, 조일오, 김세광
- 녹음 연출 : 계인선

### 한국측 종합 편집
- 편집 감독 : 김영호
- 컴퓨터 그래픽 : 황은서
- 제작 협력 : 서울애니메이션센터(SBA), 문화체육관광부 아시아문화중심도시추진단, 광주광역시청, 프로덕션 그림필, 희원 엔터테인먼트, 아임 엔터테인먼트, 스튜디오 호이, J 큐브
- 제작 지원 : 광주정보문화산업진흥원

## 주제가

### 일본
- 오프닝 테마 : Poo
- 엔딩 테마(노래:Neko Jump)
  - Chuai Mad Noi(제1화 ~ 제29화, 재방송 제1화 ~ 제13화)
  - 아침 이치대패닉!(재방송 제14화 ~ 제24화)
  - Clap your Sunday(제30화 ~ )

### 한국
1화 ~ 29화
- 음악 제작 · 녹음 : SM 엔터테인먼트
- 오프닝 주제가 : 사실 말이야(부제 : 쉿!)
  - 작사 · 작곡 : 황현
  - 노래 : FX
- 엔딩 주제가 : 새콤 달콤 상큼
  - 작사 · 작곡 : 이재명
  - 노래 : 진솔

30화 ~ 50화
- 음악 제작 · 녹음 : 휴먼 엔터테인먼트
- 오프닝 주제가 : 너에게만 말해줄게
  - 작사 · 작곡 : 최용원
  - 편곡 : 신현근(SHK)
  - 노래 : 진솔
- 엔딩 주제가 : 친구라는 이름으로
  - 작사 : 최용원, 정윤돈
  - 작곡 : 최용원
  - 노래 : 정윤돈, 스윙체어

## 한국판 방송 회차
| 회차       | 방송일           | 부제                                                         |
| ---------- | ---------------- | ------------------------------------------------------------ |
| 1          | 2010년 5월 3일   | 쥬로링 변신 내가 동물로                                      |
| 2          | 2010년 5월 10일  | 세상에 내가 개로 변신했어                                    |
| 3          | 2010년 5월 17일  | 가까이 하기엔 너무 어린 밍밍                                 |
| 4          | 2010년 5월 24일  | 변신은 아무나 하나                                           |
| 5          | 2010년 5월 31일  | 추적 동동이를 찾아라                                         |
| 6          | 2010년 6월 7일   | 사랑의 큐피드 작전                                           |
| 7          | 2010년 6월 14일  | 아름드리 고개에 야생동물이 나타나다                          |
| 8          | 2010년 6월 21일  | 가온누리초등학교 7대 불가사의                                |
| 9          | 2010년 6월 28일  | 쥬로링 3원칙 공포의 99분                                     |
| 10         | 2010년 7월 5일   | 도시락은 내가 지킨다                                         |
| 11         | 2010년 7월 12일  | 어둠 속의 크리스마스 파티                                    |
| 12         | 2010년 7월 19일  | 럭키 탐정 찾아 삼만 리                                       |
| 13         | 2010년 7월 26일  | 쥬로링 구조대 출동                                           |
| 14         | 2010년 8월 2일   | 쥬로링 동물탐정단 탄생                                       |
| 15         | 2010년 8월 9일   | 그레이스의 즐거운 나의 집                                    |
| 16         | 2010년 8월 16일  | 변신이냐 아니냐 그것이 문제로다                              |
| 17         | 2010년 8월 23일  | 악어 내 아이는 내가 지킨다                                   |
| 18         | 2010년 8월 30일  | 괴도 뷰티배트 등장이시오                                     |
| 19         | 2010년 9월 6일   | 냄새의 색깔은 아름다운 무지개                                |
| 20         | 2010년 9월 13일  | 흡혈귀의 정체를 밝혀라                                       |
| 21         | 2010년 9월 20일  | 밍밍 세 자매 고양이 신령과 한판 대결                         |
| 22         | 2010년 9월 27일  | 미국너구리의 주인을 찾아라                                   |
| 23         | 2010년 10월 4일  | 루루는 미누를 좋아해 진짜?                                   |
| 24         | 2010년 10월 11일 | 뷰티배트 관의 정체를 밝혀라                                  |
| 25         | 2010년 10월 18일 | 출동 UFO 특공대                                              |
| 26         | 2010년 10월 25일 | 미누 공작으로 변신하다                                       |
| 27         | 2010년 11월 1일  | 고양이석상의 눈물은 사랑의 묘약                              |
| 28         | 2010년 11월 8일  | 달걀이 데구루루 미누를 구하라                                |
| 29         | 2010년 11월 15일 | 엄청 간단 쥬로링 따라잡기                                    |
| 30         | 2010년 11월 29일 | 건 고양이의 제자가 되다                                      |
| 31         | 2010년 12월 6일  | 해나와 판타타의 이루어질 수 없는 사랑                        |
| 32         | 2010년 12월 13일 | 미누의 얼렁뚱땅 사랑고백                                     |
| 33         | 2010년 12월 20일 | 특종기자 루루 괴물의 정체를 밝혀라                           |
| 34         | 2010년 12월 27일 | 상처 입은 늑대의 비밀                                        |
| 35         | 2011년 1월 3일   | 카논과 밍밍 진짜 리더는 누구                                 |
| 36         | 2011년 1월 10일  | 코끼리도 탐내는 보물의 정체                                  |
| 37         | 2011년 1월 17일  | 카논 공포의 가정방문을 막아라                                |
| 38         | 2011년 1월 24일  | 표범 노 치타 예스                                            |
| 39         | 2011년 1월 31일  | 두근 두근 전설의 요괴의 집                                   |
| 40         | 2011년 2월 7일   | 달려라 건아 친구는 소중한 법                                 |
| 41         | 2011년 2월 14일  | 바다여 빙수여 이 여름을 쥬로링과 함께                        |
| 42         | 2011년 2월 21일  | 도둑의 정체는 원숭이 원숭이의 정체는                         |
| 43         | 2011년 2월 28일  | 음메 워메 워메 시청에 나타난 무법자                          |
| 44         | 2011년 3월 7일   | 카논과 펭귄 삼형제 우리 결혼할래요                           |
| 45         | 2011년 3월 14일  | 우리는 하나 고래를 구하라                                    |
| 46         | 2011년 3월 21일  | 동물의 주인도 동물이 되다                                    |
| 47         | 2011년 3월 28일  | 괴도 뷰티배트 그녀의 정체는 카논                             |
| 48         | 2011년 4월 4일   | 알쏭달쏭 버섯랜드 카논 찾아 고고                             |
| 49         | 2011년 4월 11일  | 카논 할아버지를 만나다                                       |
| 50         | 2011년 4월 18일  | 쥬로링 동물탐정 우리는 하나                                  |
| 51         | 2011년 4월 25일  | 엄청 간단 쥬로링 따라잡기 (이 화는 29화와 같다.)             |
| 52         | 2011년 5월 2일   | 바다여 빙수여 이 여름을 쥬로링과 함께 (이 화는 41화와 같다.) |
| 최종화(53) | 2011년 5월 9일   | 쥬로링 완전 정복! 우리는 동물탐정!                           |

## 한국판 한정 특전 영상 - 네 마음을 보여 주, 용 박사의 동물탐구
한국판 《쥬로링 동물탐정》의 매 화 끝 부분에는 한국판만의 특별한 코너 '네 마음을 보여 주(Zoo)'와 '용 박사의 동물탐구' 가 있다. 이 코너는 한국판 특전 영상으로, 한국측 제작사인 JM애니메이션이 본 작품의 '동물에 대한 사랑'이라는 주제를 시청자들에게 더 널리 알리기 위한 일환으로 자체 기획한 것이다. '네 마음을 보여 주'에서는 세 자매의 어머니인 아이린(미코가미 하루카)이 사회자로 등장하여 작품 속 내용의 중요한 사항이나 갖가지 애완동물들의 이야기, 작품 속에 등장하는 동물에 대한 소개, KBS 홈페이지와 공식 카페 등에서 받은 반려동물과 관련된 시청자 사연의 소개 등을 토크쇼 형식으로 재미있게 풀어내었다. '네 마음을 보여 주'와 함께 한국판 《쥬로링 동물탐정》의 후반부 코너 중 하나인 '용 박사의 동물탐구'에서는 세 자매의 할아버지인 용해요 박사(미코가미 유키)가 등장하여 여러 가지 동물들의 생태와 분포 등 동물에 관한 여러 가지 재미있는 사실들을 소개해 준다. 한국판 29화부터 방영되기 시작하였다. (30~33화까지는 다시 네 마음을 보여 주의 시청자 사연을 소개하였다가 34화부터 용 박사의 동물탐구를 본격적으로 방영하였다.)
한국판 50화(본편 줄거리상으로는 마지막화)끝에서는 네 마음을 보여 주나 용 박사의 동물탐구 대신 쥬로링 동물탐정 제작에 참여한 JM애니메이션의 임직원들과 제작 현장, 이벤트 현장 사진을 담은 슬라이드 쇼 영상이 나오며, 51화, 52화 끝에서는 시청자들의 반려동물과 관련된 사연 소개를, 53화에서는 쥬로링 동물탐정 네이버 공식카페(http://cafe.naver.com/zoororing)에서 벌인 이벤트로 모집한 팬들의 UCC영상을 소개해주었다.
| 회차 | 제목                               | 내용 요약 |
| ---- | ---------------------------------- | --- |
| 1    | 신비의 컴팩트, 쥬로링!             | 쥬로링 동물탐정과 쥬로링 콤팩트, 쥬로링 변신에 대한 간단한 소개                                                                                                |
| 2    | 동물로 변신하기 비법공개!          | 인형옷 모드에서 동물로 완전히 변신하는 방법에 대한 소개 |
| 3    | 쥬로링! 누가 발명했지?             | 쥬로링 콤팩트를 발명한 사람이 누구인지에 대한 소개 |
| 4    | 애니멀리언의 정체!                 | 애니멀리언에 대한 간단한 소개와 카논 일행이 아름드리시를 찾아온 이유                                                                                           |
| 5    | 인간과 애니멀리언의 관계!          | 애니멀리언과 인간 간의 간단한 역사와 미사의 계획에 대한 소개                                                                                                   |
| 6    | 7명의 꽃미남! 애니멀 군단!         | 미사의 부하인 애니멀 군단에 대한 소개 |
| 7    | 쥬로링 동물탐정, 방송을 축하해!    | 쥬로링 동물탐정의 주제가를 부른 f(x)와 엔딩을 부른 진솔의 축하 인사                                                                                            |
| 8    | 내 마음을 보여줄게!                | 쥬로링 동물탐정 시청자들의 반려동물과 관련된 사연 소개 |
| 9    | 반려견 권리 보장 위원회            | 마음대로 짖지 못하는 반려견의 현실에 대한 비판 |
| 10   | 마옹이의 모래                      | 고양이의 청결한 습성을 몰라주는 주인에 대한 비판과 고양이의 습성에 대한 소개                                                                                   |
| 11   | 토끼의 식분증                      | 토끼의 습성인 식분증에 대한 소개와 동물 특유의 습성에 대한 이해 촉구                                                                                           |
| 12   | 내 마음을 보여줄게!(2)             | 쥬로링 동물탐정 시청자들의 반려동물과 관련된 사연 소개 |
| 13   | 졸린 박쥐, 나의 새 주인을 찾습니다 | 생활 패턴의 차이로 방치된 애완 박쥐의 이야기 |
| 14   | 매우 빠른 거북이                   | 자신이 매우 빠르다고 주장하는 애완 거북이의 자기 자랑 |
| 15   | 늙은 다람쥐의 재롱                 | 야생동물에게 함부로 먹을 것을 주지 말자는 메시지 전달 |
| 16   | 내 마음을 보여줄게!(3)             | 쥬로링 동물탐정 시청자들의 반려동물과 관련된 사연 소개 |
| 17   | 내 마음을 보여줄게!(4)             | 동물원 사육사들의 동물들과 관련된 사연 소개 |
| 18   | 쥬로링 동물탐정 Q&A(1)             | 서벌에 대한 간단한 소개 |
| 19   | 쥬로링 동물탐정 Q&A(2)             | 셰퍼드에 대한 간단한 소개 |
| 20   | 쥬로링 동물탐정 Q&A(3)             | 앙고라토끼에 대한 간단한 소개 |
| 21   | 쥬로링 동물탐정 Q&A(4)             | 2단계 변신과 관련된 4가지 쥬로링 레벨 조건과 쥬르바라 효과에 대한 소개                                                                                         |
| 22   | 내 마음을 보여줄게!(5)             | 쥬로링 동물탐정 시청자들의 반려동물과 관련된 사연 소개 |
| 23   | 외로운 병아리의 슬픔               | 주인의 무지로 인해 친구 둘을 잃은 병아리의 사연과 병아리를 억지로 목욕시키거나 혼자 방치해서는 안된다는 주의사항 전달                                          |
| 24   | 공개수배 냐옹이                    | 도심의 고양이들에 대해 '도둑고양이'라는 명칭 대신 '길고양이'라는 명칭을 사용해 줄 것에 대한 당부                                                               |
| 25   | 사료 먹기 싫은 강아지 "콩"         | 사람이 먹는 고기를 많이 먹고 싶어하는 강아지의 사연과 고기보다 사료가 강아지 몸에 더 이롭다는 충고                                                             |
| 26   | 편견에 힘든 애완용 쥐 "링고"       | 햄스터와 달리 혐오를 받는 애완용 쥐(Rat)의 사연과 애완용 쥐에 대해 편견을 갖지 말아 달라는 당부                                                                |
| 27   | 말하는 앵무새 "돌비"               | 다국어가 가능한 앵무새의 사연과, 앵무새에게 말을 가르칠 때의 지침.                                                                                             |
| 28   | 내 마음을 보여줄게!(6)             | 쥬로링 동물탐정 시청자들의 반려동물과 관련된 사연 소개 |
| 29   | 코끼리(Elephant)                   | |
| 30   | 내 마음을 보여줄게!(7)             | 쥬로링 동물탐정 시청자들의 반려동물과 관련된 사연 소개 |
| 31   | 내 마음을 보여줄게!(8)             | 쥬로링 동물탐정 시청자들의 반려동물과 관련된 사연 소개 |
| 32   | 내 마음을 보여줄게!(9)             | 쥬로링 동물탐정 시청자들의 반려동물과 관련된 사연 소개 |
| 33   | 내 마음을 보여줄게!(10)            | 쥬로링 동물탐정 시청자들의 반려동물과 관련된 사연 소개 |
| 34   | 리카온(Lycaon)                     | |
| 35   | 두더지쥐(Naked Mole Rat)           | |
| 36   | 북극곰(Polar Bear)                 | |
| 37   | 낙타(Camel)                        | |
| 38   | 사자(Lion)                         | |
| 39   | 포큐파인(Porcupine)                | |
| 40   | 미어캣(Meerkat)                    | |
| 41   | 호랑이(Tiger)                      | |
| 42   | 꽃사슴(Formosan Deer)              | |
| 43   | 악어(Crocodile)                    | |
| 44   | 점박이물범(Spotted Seal)           | |
| 45   | 치타(Cheetah)                      | |
| 46   | 얼룩말(Zebra)                      | |
| 47   | 왈라비(Wallaby)                    | |
| 48   | 원숭이(Monkey)                     | |
| 49   | 사막여우(Fennec Fox)               | |
| 50   | 제작진 소개 등                     | 쥬로링 동물탐정 제작에 참여한 한국측 제작사인 JM애니메이션의 임직원들과 제작 현장, 서울어린이대공원과 투니페스티벌 등에서 열렸던 이벤트 현장 사진을 담고 있다. |
| 51   | 내 마음을 보여줄게(11)             | 쥬로링 동물탐정 시청자들의 반려동물과 관련된 사연 소개. (아이린 역 성우 양정화 씨의 목소리 해설은 빠져 있다.)                                                  |
| 52   | 내 마음을 보여줄게(12)             | 쥬로링 동물탐정 시청자들의 반려동물과 관련된 사연 소개. (아이린 역 성우 양정화 씨의 목소리 해설은 빠져 있다.)                                                  |
| 53   | 쥬로링 동물탐정 UCC                | 쥬로링 동물탐정 시청자들이 보내온 손수제작물(UCC) 및 응원 영상을 소개해 주었다. (http://cafe.naver.com/zoororing/3734)                                         |

## 만화
한자와 가오리가 원작을 만화로 재구상한 작품이다. 제목은 〈키루밍쥬〉로 《리본》(슈에이샤) 2010년 2월호부터 연재되었다. 애니메이션판과는 다른 점이 몇 개 보인다.

## 관련 미디어

### 트위터
일본에서는 트위터 서비스를 이용한 Kirumin(Kiruminzoo) on Twitter에서 각종 고지나 스탭의 근황 보고 등이 행해지고 있다. 어미에 밍을 붙여 팬을 키르밍, 스탭을 스탭키르밍이라고 호칭하는 등 독특한 문체로 기록되고 있다. 또한, 대한민국에서도 zoororingkorea on twitter를 통해 팬들과 여러 가지 이야기를 주고 받거나 여러 가지 소식들을 알려주고 있다.

### 라디오
2010년 2월 4일부터 2010년 3월 25일까지 매주 목요일 밤 11시 30분부터 라디오 오사카에서 하토리 캐논 역의 탄게 사쿠라가 진행한 스핀오프 라디오 프로그램 《아냐마루 탐정 키루밍쥬 라디오 +》가 방송되었다. 애니메이트 TV에서 인터넷 다시듣기 서비스를 하고 있다.

## 같이 보기
- 왕왕 세레프 가라! 테츠노신 (2006년)